# Thomas Jurkovitz
Thomas Jurkovitz (27 luglio 1997) è un cestista svizzero con cittadinanza francese, figlio del pallavolista Jean-Marc e fratello del cestista Natan, è stato capitano dei Lions de Genève.

## Palmarès

### Club
- Campionato svizzero: 1

Fribourg Olympic: 2018-19
- Coppa di Svizzera: 2

Fribourg Olympic: 2019
Lions de Genève: 2021
- Coppa di Lega svizzera: 1

Lions de Genève: 2021
- NLB: 1

Villars Basket: 2017-18